# Új-Zéland a 2022. évi téli olimpiai játékokon
Új-Zéland a kínai Pekingben megrendezett 2022. évi téli olimpiai játékok egyik részt vevő nemzete volt. Az országot az olimpián 5 sportágban 15 sportoló képviselte, akik összesen 3 érmet szereztek.

## Érmesek
| Érem  | Versenyző            | Sportág      | Versenyszám    |
| ----- | -------------------- | ------------ | -------------- |
| Arany | Nico Porteous        | Síakrobatika | Férfi félcső   |
| Arany | Zoi Sadowski-Synnott | Snowboard    | Női slopestyle |
| Ezüst | Zoi Sadowski-Synnott | Snowboard    | Női big air    |

## Alpesisí
Női
| Versenyző      | Versenyszám            | 1. futam | 1. futam | 2. futam | 2. futam | Összesítés    | Összesítés    |
| Versenyző      | Versenyszám            | Idő      | Hely.    | Idő      | Hely.    | Idő           | Helyezés      |
| -------------- | ---------------------- | -------- | -------- | -------- | -------- | ------------- | ------------- |
| Alice Robinson | Lesiklás               |          |          |          |          | 1:35,57       | 25.           |
| Alice Robinson | Óriás-műlesiklás       | 1:00,55  | 25.      | 1:00,27  | 24.      | 2:00,82       | =22.          |
| Alice Robinson | Szuperóriás-műlesiklás |          |          |          |          | nem ért célba | nem ért célba |

## Biatlon
Férfi
| Versenyző       | Versenyszám            | Időeredmény | Lövőhiba    | Helyezés |
| --------------- | ---------------------- | ----------- | ----------- | -------- |
| Campbell Wright | 10 km sprint           | 27:14,1     | 2 (1+1)     | 75.      |
| Campbell Wright | 20 km egyéni indításos | 52:59,8     | 2 (0+1+1+0) | 32.      |

## Gyorskorcsolya
Férfi
| Versenyző     | Versenyszám | Eredmény | Helyezés |
| ------------- | ----------- | -------- | -------- |
| Peter Michael | 1500 m      | 1:48,68  | 26.      |
| Peter Michael | 10 000 m    | 13:33,53 | 12.      |

Tömegrajtos
| Versenyző     | Versenyszám | Elődöntő | Elődöntő | Elődöntő | Döntő   | Döntő   | Helyezés |
| Versenyző     | Versenyszám | Pont     | Idő      | Hely.    | Pont    | Idő     | Helyezés |
| ------------- | ----------- | -------- | -------- | -------- | ------- | ------- | -------- |
| Peter Michael | Férfi       | 2        | 7:58,04  | 9.       | kiesett | kiesett | 18.      |

## Síakrobatika
Akrobatika
Férfi
| Versenyző        | Versenyszám | Selejtező | Selejtező | Selejtező | Selejtező     | Selejtező | Döntő    | Döntő    | Döntő    | Döntő         | Döntő                    |
| Versenyző        | Versenyszám | 1. futam  | 2. futam  | 3. futam  | Jobb eredmény | Hely.     | 1. futam | 2. futam | 3. futam | Jobb eredmény | Helyezés                 |
| ---------------- | ----------- | --------- | --------- | --------- | ------------- | --------- | -------- | -------- | -------- | ------------- | ------------------------ |
| Ben Barclay      | Big air     | 81,00     | 78,25     | 84,50     | 162,75        | 16.       | kiesett  | kiesett  | kiesett  | kiesett       | kiesett                  |
| Ben Barclay      | Slopestyle  | 76,00     | 77,71     |           | 77,71         | 7.        | 29,16    | 29,78    | 67,40    | 67,40         | 10.                      |
| Finn Bilous      | Big air     | 73,75     | 68,75     | 82,00     | 155,75        | 18.       | kiesett  | kiesett  | kiesett  | kiesett       | kiesett                  |
| Finn Bilous      | Slopestyle  | 68,01     | 32,85     |           | 68,01         | 15.       | kiesett  | kiesett  | kiesett  | kiesett       | kiesett                  |
| Ben Harrington   | Félcső      | 69,25     | 23,50     |           | 69,25         | 13.       | kiesett  | kiesett  | kiesett  | kiesett       | kiesett                  |
| Gustav Legnavsky | Félcső      | 48,25     | 40,75     |           | 48,25         | 19.       | kiesett  | kiesett  | kiesett  | kiesett       | kiesett                  |
| Miguel Porteous  | Félcső      | 81,00     | 31,75     |           | 81,00         | 9.        | 63,50    | 4,25     | 30,50    | 63,50         | 11.                      |
| Nico Porteous    | Félcső      | 75,50     | 90,50     |           | 90,50         | 2.        | 93,00    | 30,75    | 9,25     | 93,00         | 1. helyezett, aranyérmes |

Női
| Versenyző       | Versenyszám | Selejtező | Selejtező | Selejtező | Selejtező     | Selejtező | Döntő    | Döntő    | Döntő    | Döntő         | Döntő    |
| Versenyző       | Versenyszám | 1. futam  | 2. futam  | 3. futam  | Jobb eredmény | Hely.     | 1. futam | 2. futam | 3. futam | Jobb eredmény | Helyezés |
| --------------- | ----------- | --------- | --------- | --------- | ------------- | --------- | -------- | -------- | -------- | ------------- | -------- |
| Margaux Hackett | Big air     | 9,75      | 9,00      | 65,00     | 74,75         | 22.       | kiesett  | kiesett  | kiesett  | kiesett       | kiesett  |
| Margaux Hackett | Slopestyle  | 54,93     | 37,28     |           | 54,93         | 16.       | kiesett  | kiesett  | kiesett  | kiesett       | kiesett  |
| Chloe McMillan  | Félcső      | 41,75     | 43,50     |           | 43,50         | 18.       | kiesett  | kiesett  | kiesett  | kiesett       | kiesett  |
| Anja Barugh     | Félcső      | 38,50     | 12,25     |           | 38,50         | 19.       | kiesett  | kiesett  | kiesett  | kiesett       | kiesett  |

## Snowboard
Akrobatika
Férfi
| Versenyző     | Versenyszám | Selejtező | Selejtező | Selejtező | Selejtező     | Selejtező | Döntő    | Döntő    | Döntő    | Döntő         | Helyezés |
| Versenyző     | Versenyszám | 1. futam  | 2. futam  | 3. futam  | Jobb eredmény | Hely.     | 1. futam | 2. futam | 3. futam | Jobb eredmény | Helyezés |
| ------------- | ----------- | --------- | --------- | --------- | ------------- | --------- | -------- | -------- | -------- | ------------- | -------- |
| Tiarn Collins | Big air     | 71,25     | 14,25     | 21,25     | 92,50         | 23.       | kiesett  | kiesett  | kiesett  | kiesett       | 23.      |
| Tiarn Collins | Slopestyle  | 58,36     | 29,21     |           | 58,36         | 18.       | kiesett  | kiesett  | kiesett  | kiesett       | 18.      |

Női
| Versenyző            | Versenyszám | Selejtező    | Selejtező    | Selejtező    | Selejtező     | Selejtező    | Döntő    | Döntő    | Döntő    | Döntő         | Helyezés                 |
| Versenyző            | Versenyszám | 1. futam     | 2. futam     | 3. futam     | Jobb eredmény | Hely.        | 1. futam | 2. futam | 3. futam | Jobb eredmény | Helyezés                 |
| -------------------- | ----------- | ------------ | ------------ | ------------ | ------------- | ------------ | -------- | -------- | -------- | ------------- | ------------------------ |
| Zoi Sadowski-Synnott | Big air     | 85,50        | 62,25        | 91,00        | 176,50        | 1.           | 93,25    | 83,75    | 30,25    | 177,00        | 2. helyezett, ezüstérmes |
| Zoi Sadowski-Synnott | Slopestyle  | 73,58        | 86,75        |              | 86,75         | 1.           | 84,51    | 28,15    | 92,88    | 92,88         | 1. helyezett, aranyérmes |
| Cool Wakushima       | Big air     | visszalépett | visszalépett | visszalépett | visszalépett  | visszalépett | kiesett  | kiesett  | kiesett  | kiesett       | kiesett                  |
| Cool Wakushima       | Slopestyle  | 34,46        | nem indult   |              | 34,46         | 23.          | kiesett  | kiesett  | kiesett  | kiesett       | kiesett                  |